# Can Xeco Monnar
Can Xeco Monnar és una obra d'Alella (Maresme) protegida com a Bé Cultural d'Interès Local.

## Descripció
És un edifici civil, una masia molt transformada. A l'antiga estructura coberta per una teulada a dues vessants se li han afegit alguns annexes, un perpendicular a la façana i que ocupa gairebé la meitat de la façana original, i un altre situat a la banda esquerra que continua amb la inclinació de la teulada i que es caracteritza per les arcades de mig punt que formen el porxo lateral.
Es conserva la porta d'arc de mig punt dovellada de pedra. Hi ha un gran balcó del segle xix que recorre tot el pis superior i un rellotge de sol pintat sobre la façana.

## Història
Al segle xiv s'anomenava "Mas Fornells", fins que va ser adquirit per Jaume Monar, a la família del qual va continuar pertanyent fins a finals del segle xviii.